# アドリアーノ・バンキエリ

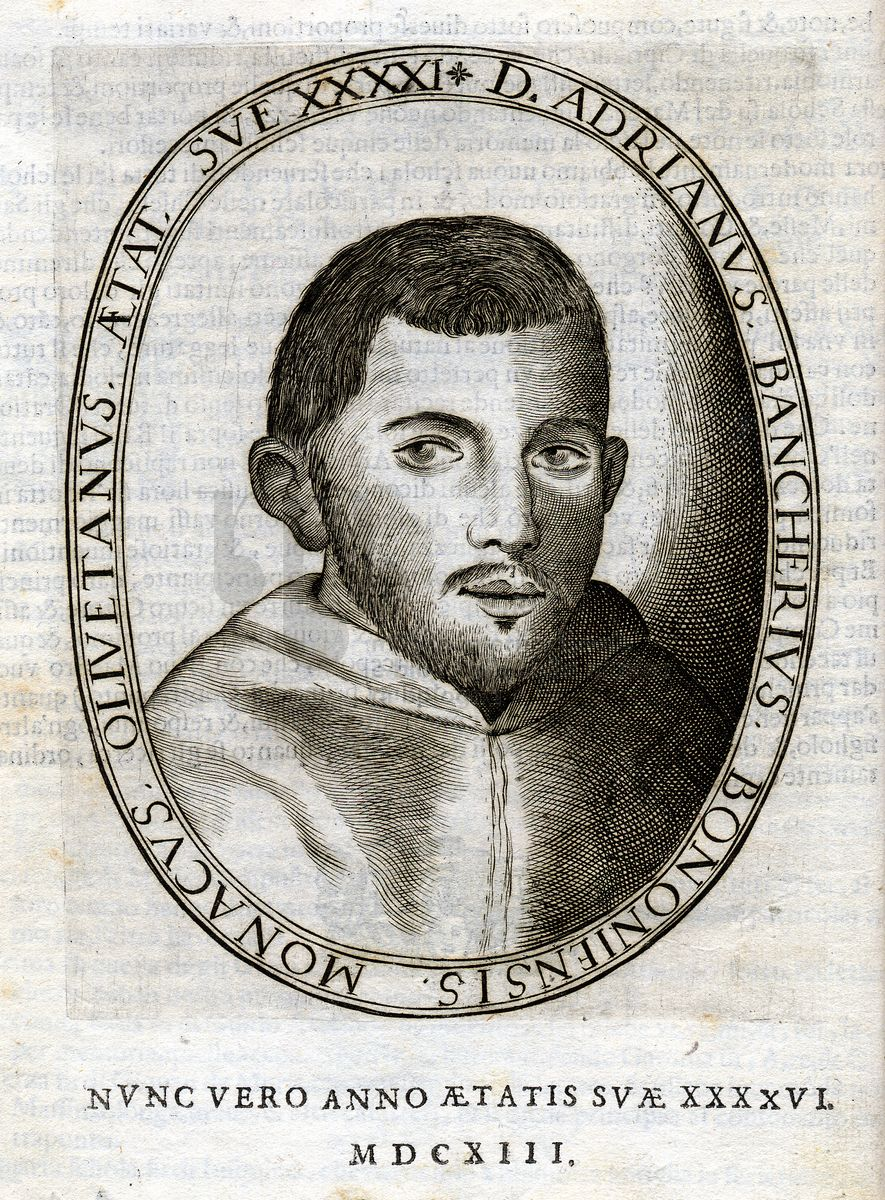
アドリアーノ・バンキエリ

アドリアーノ・バンキエリ（Adriano Banchieri, 1568年9月3日 - 1634年）はルネサンス晩期からバロック初期にかけて活躍したイタリアの作曲家。音楽理論家、オルガン奏者、詩人でもあった。バンキエリはボローニャのアカデミア・デイ・フロリーディの創設者である。

## 生涯
1568年にボローニャで生まれた。1587年、ベネディクト修道会の修道士となり、1590年に修道誓願を立て、名をトマーゾ(Tomaso)からアドリアーノへと改めた。バンキエリの作風は修道院における師のひとりであるジョゼッフォ・グアーミに影響を受けている。
オラーツィオ・ヴェッキ同様、バンキエリはマドリガルを音楽劇として仕立てることに関心を向けた。バンキエリは特に「マドリガル・コメディ」と呼ばれる様式を発展させた人物の一人である。マドリガル・コメディとは、舞台作品ではないものの、複数のマドリガルが一続きとなって、ひとつの物語をなす作品である。マドリガル・コメディは以前はオペラの重要な先駆けであると考えられていたが、現在では当時のイタリアにおいて音楽劇様式の形成に対する一般的な関心の一部として独自に発展したものであるとするのが通説的見解である。加えて、バンキエリはカンツォネッタの重要な作曲家のひとりであった。
バンキエリは、音楽理論家として革命的な和声法を用いるモノディ様式の作曲家たちに異を唱え、自身の考えを『当世音楽実技(Moderna Practica Musicale)（1613年）』において力強く述べており、モノディ様式における通奏低音の用法を、従来の規則に従って体系化している。
1634年にボローニャにて没。